# Tipo 89 VCI
El Tipo 89 VCI (en japonés: 三菱89式装甲戦闘車, romanizado: Mitsubishi 89shiki-soukou-senntou-sya) es un blindado de combate y apoyo a la infantería, de origen japonés que entró en servicio en las JGSDF en el año 1989. El vehículo es inicialmente adoptado en pequeñas cantidades ante una tasa muy baja de producción con tan solo 58 blindados entregados inicialmente en 1999, y con un total de 100 unidades producidas para el año 2005. El armamento principal del vehículo es un cañón automático Oerlikon Contraves KDE de 35 mm.

## Historia
En el presupuesto de Defensa de Japón del año 1984 se formuló una solicitud por 60 millones de dólares (JPY¥600 millones)  para la construcción de cuatro prototipos de un nuevo vehículo de combate para la infantería mecanizada. En el año fiscal de 1981 se destinaron fondos para las maquetas de los prototipos de la torreta y el casco. Después de los ensayos con los prototipos de éstos vehículos, que eran llevadas en terrenos y bajo situaciones de tipo clasificadas; fueron luego designados como Tipo 89; ahora en producción para las JGSDF, tuvieron una requisición inicial por 300 unidades.
La producción del Tipo 89 se ha llevado a cabo desde el fin de sus pruebas y aceptación formal, pero con un ritmo muy bajo de producción y entrega. Ya a finales de 1999 tan sólo 58 vehículos se encontraban en servicio con las JGSDF. Desde entonces se entiende que la producción se ha mantenido en una tasa baja y otros 70 vehículos más han sido construidos y entregados. La información más reciente indica que la producción de la Tipo 89 se ha completado[cita requerida].
El contratista principal para el Tipo 89 es el Joint-Venture creado por Mitsubishi, y denominado MICV Mitsubishi Heavy Industries, a pesar de que era el contratista principal, es la firma Komatsu quien realiza la mayoría de los trabajos de producción de piezas para éste blindado. En el ejercicio del año fiscal de 1999 se adquirieron tan solo dos vehículos, y en el 2000 sólo un vehículo. Se considera posible que un vehículo de apoyo y seguimiento  adicional al Tipo 89 se está desarrollando en Japón.

## Descripción
El vehículo es de diseño relativamente convencional, el cual cuenta con un casco de acero soldado. El motor de combustible diésel y refrigerado por agua 6SY31WA va situado en la parte frontal izquierda del casco y proporciona 600 caballos de fuerza. El motor va acoplado a una caja de cambios automática, que a su vez impulsa la transmisión a la que van conectadas mediante un conjunto impulsor compuesto de 2 Orugas, cada una de ellas monta 6 ruedas recubiertas de goma; y van tensadas por 2 piñones de arrastre en la parte delantera del casco, y una polea de retorno en la parte trasera, y tres rodillos de tensado complementan el conjunto tractor. La suspensión es del sistema de barras de torsión. El conductor se sienta a la derecha del motor, con una sola pieza por encima de su posición que se abre a la derecha la que le permite su acceso a su cubículo. El conductor dispone de tres periscopios de visión fijos y un periscopio único intercambiable en la escotilla. Un periscopio de visión nocturna pasiva se puede usar y/o adaptar en lugar de uno de los periscopios de visión diurna. Un soldado se aloja detrás del conductor y tiene una escotilla inmediatamente por encima de él; y dispone de dos periscopios que le proporcionan cobertura de la parte frontal del casco, así como un gran puerto de disparo esférico en la parte derecha del casco para que abra fuego con su arma de dotación en caso de ser necesario.

### Armamento

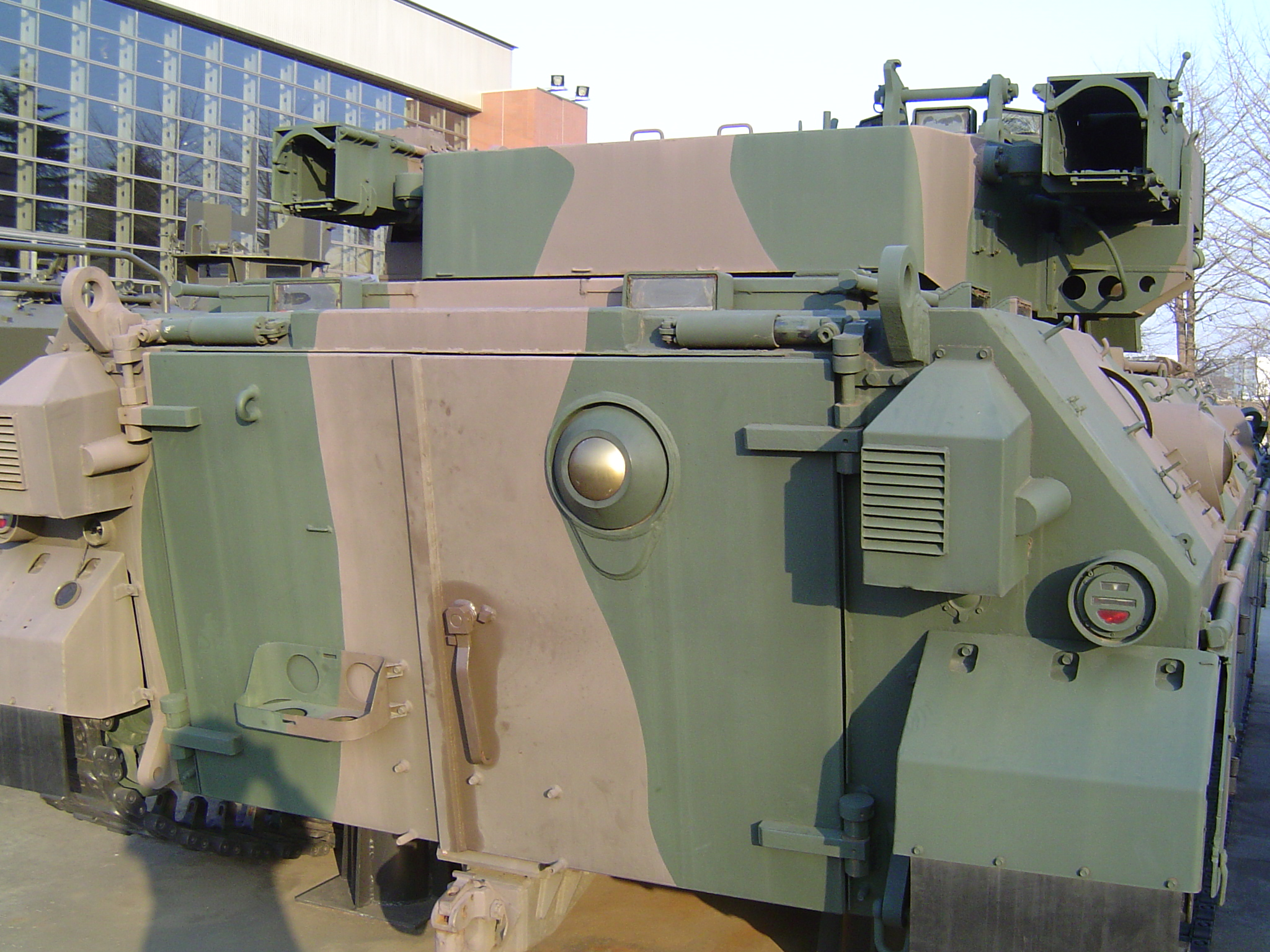
La parte posterior del casco, donde se ven la portezuela de salida y la tronera esférica en una de las puertas.

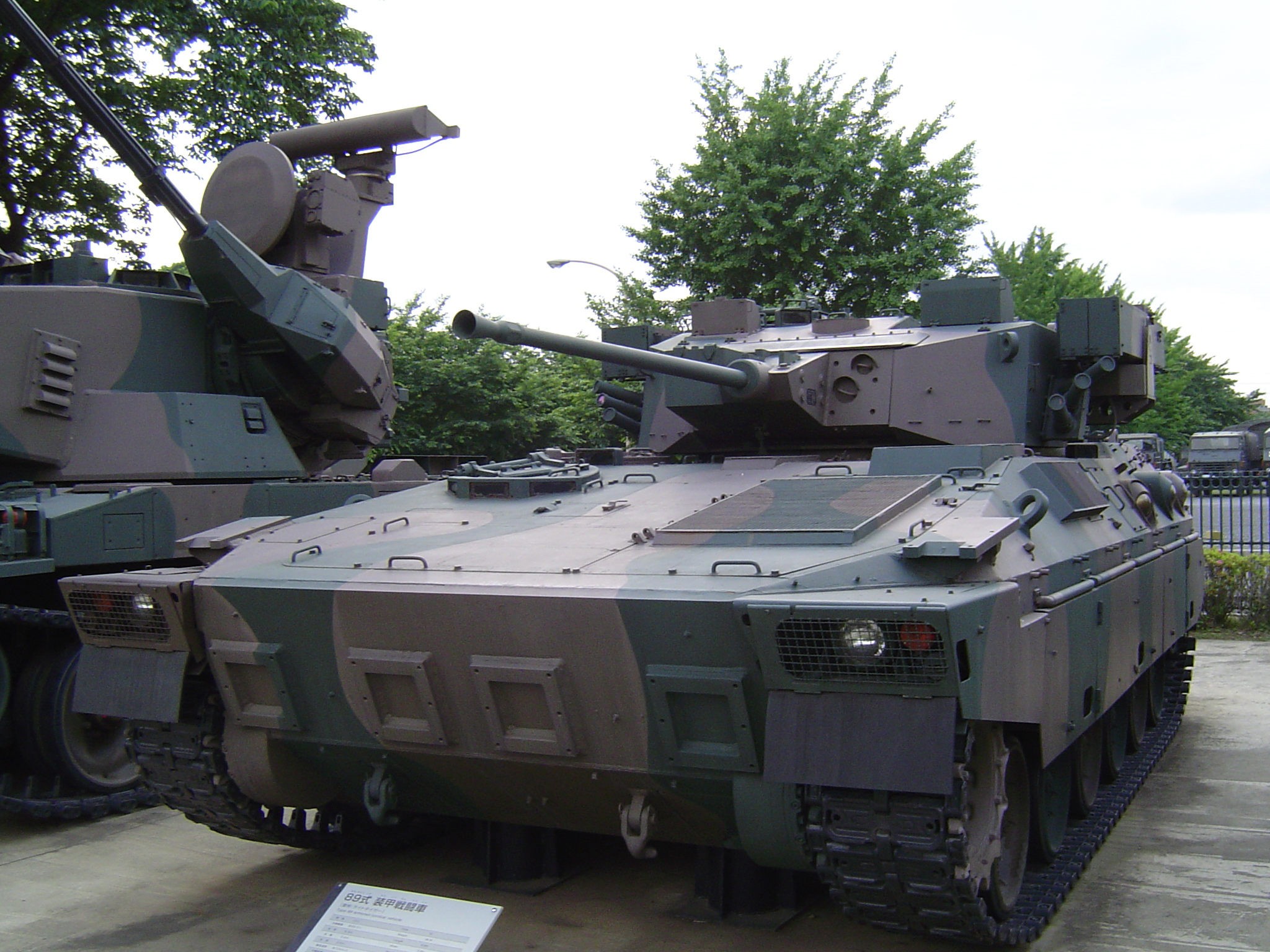
El prototipo del Tipo 89 en una exhibición pública en el centro de información a civiles de las JGSDF.

En el centro del casco se encuentra la torreta, que en operación es tripulada por dos hombres y en donde está montado el cañón automático Oerlikon Contraves KDE de 35 mm, el cual es producido bajo licencia en Japón. Este cuenta con un sistema de doble alimentación y con una cadencia de fuego estimada en aproximadamente 200 disparos por minuto. Coaxialmente montado al cañón hay una ametralladora Tipo 74 de 7,62 mm. Además tiene un lanzador para el misil Tipo 79 Jyu-MAT a cada lado. Bajo cada lanzador de misiles se alojan tres tubos lanzagranadas de 81 mm.

### Interior
El artillero se sitúa en la posición izquierda de la torreta, con el comandante a su derecha, y para su evaciación en caso de emergencia disponen de dos compuertas que se abren en la parte trasera. Ambas posiciones de la torreta están provistas de miras telescópicas montadas en el frente de la torreta. 
En la parte trasera del casco se sitúa el compartimiento principal de tropa, con capacidad para seis hombres. Los hombres entran a través de dos grandes compuertas que se abren hacia los lados y el compartimiento de la tropa tiene seis troneras, tres en el lado izquierdo, una en la puerta trasera derecha, más dos adiconales en el lado derecho.

### Sistemas de visión y otros equipos
El vehículo no tiene capacidad anfibia, pero está equipado con un sistema de contramedidas ABQ y una amplia gama de equipos de visión nocturna pasiva, El artillero tiene dos periscopios de visión diurna/nocturna que cubren tanto el frente y ofrecen visión panorámica completa del perímetro circundante del blindado. La torreta también está equipada con un sistema de alerta láser. Cada una de las troneras cuenta con un periscopio montado sobre esta, que les da visión del entorno circundante..

### Vehículos similares
- Marder
- Schützenpanzer Puma
- Lynx
- ZBD-97
- K-200/KIFV
 K-21 IFV
- AIFV
 M2/M3 Bradley
- /ASCOD Pizarro/ULAN
- AMX-10P
- TAM VCTP
- Namera
  Achzarit
- Dardo
- VCI Anders
- FV510 Warrior
- BMP-3
  BMP-T
  BTR-T
- Bionix VCI
- CV90/CV9030/CV9040